# Horrocks (cráter)

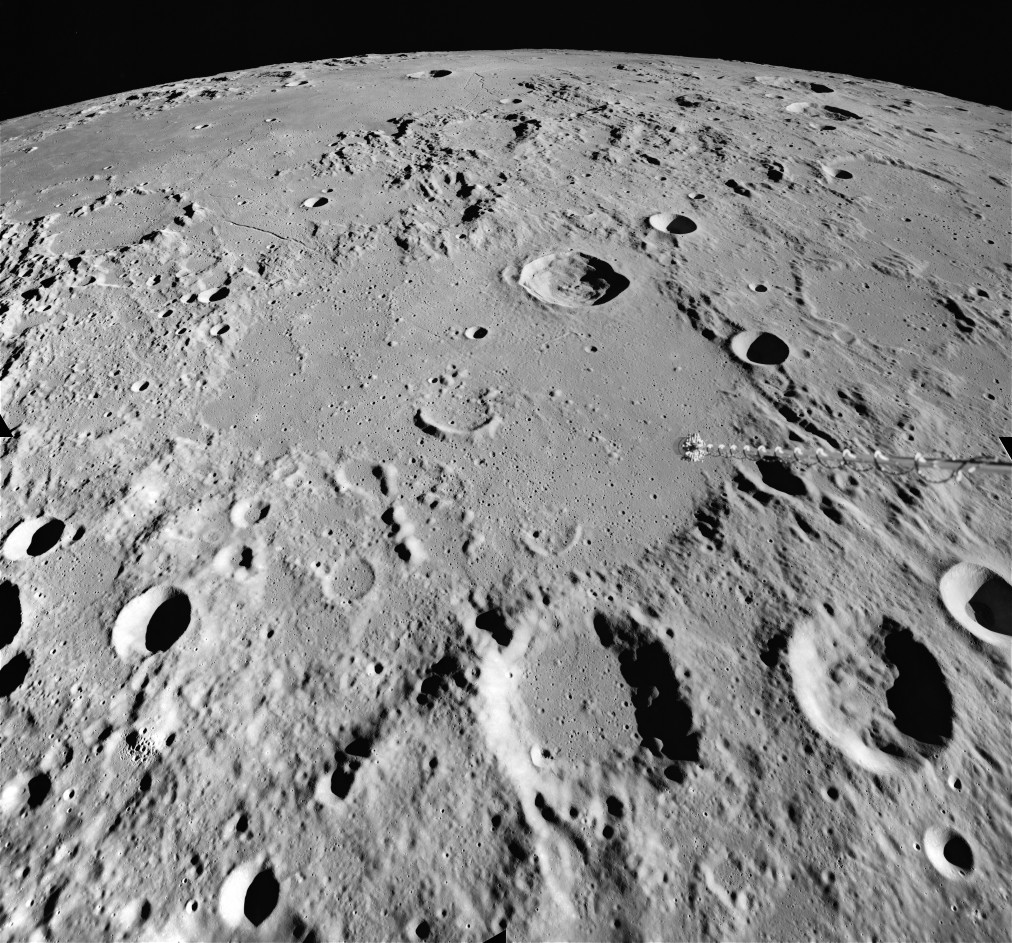
Horrocks en el interior de Hipparchus. Fotografía de la misión Apolo 16

Horrocks es un cráter de impacto lunar localizado completamente dentro del borde de la llanura amurallada del cráter mucho más grande Hipparchus. Al sur de Horrocks se encuentran los cráteres Halley y Hind, con Rhaeticus al norte. Gyldén y Saunder se hallan al oeste y al este respectivamente.
|  |

El borde de Horrocks es algo irregular, debido a una protrusión hacia el exterior en el lado este de su brocal. Presenta un contorno exterior ligeramente poligonal. La pared interna se ha desplomado en parte, particularmente a lo largo del noroeste, donde forma una serie de rampas. El suelo interior es irregular, e incluye una montaña central y una serie de colinas. El cráter tiene aproximadamente 30 kilómetros de diámetro y 3 kilómetros de profundidad. Es del período Eratosteniano, con una antigüedad de entre 3200 y 1100 millones de años.
El cráter recibió su nombre en memoria del astrónomo británico del siglo XVII Jeremiah Horrocks.

## Cráteres satélite
Por convención estos elementos se identifican en los mapas lunares colocando la letra en el lado del punto medio del cráter que está más cercano a Horrocks.

|          | \| Horrocks \| Coordenadas \| Diámetro \| \| -------- \| ------------------------- \| -------- \| \| M \| 4°00′S 7°36′E / -4.0, 7.6 \| 5 km \| \| U \| 3°12′S 4°48′E / -3.2, 4.8 \| 4 km \| |          |
| Horrocks | Coordenadas | Diámetro |
| M        | 4°00′S 7°36′E / -4.0, 7.6 | 5 km     |
| U        | 3°12′S 4°48′E / -3.2, 4.8 | 4 km     |